# Ліга чемпіонів УЄФА 2025—2026
Ліга чемпіонів УЄФА 2025—2026 — 71-й сезон найпрестижнішого клубного турніру під егідою УЄФА та 34-й з моменту перейменування Кубку європейських чемпіонів на Лігу чемпіонів УЄФА.
Фінал відбудеться 30 травня 2026 на Пушкаш-Арені в Будапешті (Угорщина).

## Розподіл асоціацій
У Лізі чемпіонів УЄФА 2025—26 беруть участь 82 команди з 53 асоціацій — членів УЄФА (за винятком Ліхтенштейну, які не проводять національний чемпіонат, та Росії, яка виключена зі змагань). Для визначення кількості команд-учасників від кожної з асоціацій використовується рейтинг асоціацій УЄФА:
- Асоціації 1–5 мають по чотири команди.
- Асоціація 6 має три команди.
- Асоціації 7–15 мають по дві команди.
- Асоціації 16–55 (окрім Ліхтенштейну та Росії) мають по одній команді.
- Переможці Ліги чемпіонів УЄФА 2024—25 та Ліги Європи УЄФА 2024—25 отримують по путівці кожен, якщо не кваліфікуються до Ліги чемпіонів 2025—26 через національний чемпіонат.
- Дві асоціації, які посіли перші дві позиції у рейтингу коефіцієнтів асоціацій за сезон 2024—2025, отримують додаткову путівку в етап ліги. Переможці Ліги чемпіонів та Ліги Європи не можуть зайняти ці путівки.

### Рейтинг асоціацій
Для Ліги чемпіонів УЄФА 2025—26 використовуються місця асоціацій у рейтинг асоціацій УЄФА 2024, який враховує результати країн у європейських клубних змаганнях з сезону 2019–20 по 2023–24.
Команди, які потрапили до Ліги чемпіонів іншим шляхом, відмічені наступним чином:
- (ЛЧ) — Додаткова путівка для переможця попередньої Ліги чемпіонів УЄФА
- (ЛЄ) — Додаткова путівка для переможця попередньої Ліги Європи УЄФА
- (ДМ) — Додаткове місце для асоціацій, які посіли перші дві позиції у рейтингу коефіцієнтів асоціацій за сезон 2024—2025

| №  | Асоціація  | Коеф.   | Команди | Примітки         |
| -- | ---------- | ------- | ------- | ---------------- |
| 1  | Англія     | 104.303 | 4       | +1 (ДМ), +1 (ЛЄ) |
| 2  | Італія     | 90.284  | 4       |                  |
| 3  | Іспанія    | 89.489  | 4       | +1 (ДМ)          |
| 4  | Німеччина  | 86.624  | 4       |                  |
| 5  | Франція    | 66.831  | 4       |                  |
| 6  | Нідерланди | 61.300  | 3       |                  |
| 7  | Португалія | 56.316  | 2       |                  |
| 8  | Бельгія    | 48.800  | 2       |                  |
| 9  | Туреччина  | 38.600  | 2       |                  |
| 10 | Чехія      | 36.050  | 2       |                  |
| 11 | Шотландія  | 36.050  | 2       |                  |
| 12 | Швейцарія  | 32.975  | 2       |                  |
| 13 | Австрія    | 32.600  | 2       |                  |
| 14 | Норвегія   | 31.625  | 2       |                  |
| 15 | Греція     | 31.525  | 2       |                  |
| 16 | Данія      | 31.450  | 1       |                  |
| 17 | Ізраїль    | 31.125  | 1       |                  |
| 18 | Україна    | 28.000  | 1       |                  |
| 19 | Сербія     | 27.780  | 1       |                  |

| №  | Асоціація         | Коеф.  | Команди | Примітки |
| -- | ----------------- | ------ | ------- | -------- |
| 20 | Хорватія          | 25.525 | 1       |          |
| 21 | Польща            | 25.375 | 1       |          |
| 22 | Росія             | 22.965 | 0       | [ a ]    |
| 23 | Кіпр              | 22.100 | 1       |          |
| 24 | Угорщина          | 21.875 | 1       |          |
| 25 | Швеція            | 21.500 | 1       |          |
| 26 | Румунія           | 21.375 | 1       |          |
| 27 | Болгарія          | 20.375 | 1       |          |
| 28 | Азербайджан       | 20.125 | 1       |          |
| 29 | Словаччина        | 19.625 | 1       |          |
| 30 | Словенія          | 13.250 | 1       |          |
| 31 | Молдова           | 13.125 | 1       |          |
| 32 | Косово            | 11.541 | 1       |          |
| 33 | Казахстан         | 11.500 | 1       |          |
| 34 | Фінляндія         | 11.125 | 1       |          |
| 35 | Ірландія          | 10.875 | 1       |          |
| 36 | Вірменія          | 10.625 | 1       |          |
| 37 | Латвія            | 10.625 | 1       |          |
| 38 | Фарерські острови | 10.375 | 1       |          |

| №  | Асоціація            | Коеф.  | Команди | Примітки |
| -- | -------------------- | ------ | ------- | -------- |
| 39 | Боснія і Герцеговина | 10.000 | 1       |          |
| 40 | Ліхтенштейн          | 10.000 | 0       | [ b ]    |
| 41 | Ісландія             | 9.583  | 1       |          |
| 42 | Північна Ірландія    | 9.208  | 1       |          |
| 43 | Люксембург           | 8.625  | 1       |          |
| 44 | Литва                | 8.500  | 1       |          |
| 45 | Мальта               | 8.250  | 1       |          |
| 46 | Грузія               | 7.625  | 1       |          |
| 47 | Албанія              | 7.375  | 1       |          |
| 48 | Естонія              | 7.207  | 1       |          |
| 49 | Білорусь             | 6.625  | 1       |          |
| 50 | Македонія            | 6.000  | 1       |          |
| 51 | Андорра              | 5.998  | 1       |          |
| 52 | Уельс                | 5.791  | 1       |          |
| 53 | Чорногорія           | 5.708  | 1       |          |
| 54 | Гібралтар            | 4.957  | 1       |          |
| 55 | Сан-Марино           | 1.832  | 1       |          |

Примітки
1. ↑  Росія: 28 лютого 2022 року російські футбольні клуби та національні футбольні збірні Росії були усунені від турнірів ФІФА та УЄФА. За участю у кожному конкретному сезоні та турнірі приймається окреме рішення. Сітка учасників складена з урахуванням усунення російських клубів на сезон 2025—26.[4][5].
2. ↑  Ліхтенштейн: Сім клубів, контрольованих Ліхтенштейнським футбольним союзом, виступають у системі футбольних ліг Швейцарії. Ліхтенштейнський футбольний союз проводить тільки Кубок Ліхтенштейну з футболу, переможець якого кваліфікується до Ліги конференцій УЄФА.

### Розподіл за раундами
|                                          |                                          | Команди, що починають з цього раунду | Команди, що проходять з попереднього раунду                                                    |
| ---------------------------------------- | ---------------------------------------- | --- | ---------------------------------------------------------------------------------------------- |
| Перший кваліфікаційний раунд (28 команд) | Перший кваліфікаційний раунд (28 команд) | - 28 чемпіонів з асоціацій 25–27 та 30–55 (окрім Ліхтенштейну) |                                                                                                |
| Другий кваліфікаційний раунд (30 команд) | Шлях чемпіонів (24 команди)              | - 8 чемпіонів з асоціацій 16–24 (окрім Росії) - 2 чемпіони з асоціацій 28 та 29 (як клуби із найбільшим клубним коефіціентом, які початково кваліфікувалися в перший кваліфікаційний раунд) | - 14 переможців першого кваліфікаційного раунду                                                |
| Другий кваліфікаційний раунд (30 команд) | Шлях нечемпіонів (6 команд)              | - 6 клубів, що посіли другі місця в чемпіонатах асоціацій 10–15 |                                                                                                |
| Третій кваліфікаційний раунд (20 команд) | Шлях чемпіонів (12 команд)               | | - 12 переможців другого кваліфікаційного раунду (шлях чемпіонів)                               |
| Третій кваліфікаційний раунд (20 команд) | Шлях нечемпіонів (8 команд)              | - 3 клуби, що посіли другі місця в чемпіонатах асоціацій 7–9 - 1 клуб, що посів третє місце в чемпіонаті асоціації 6 - 1 клуб, що посів четверте місце в чемпіонаті асоціації 5 | - 3 переможці другого кваліфікаційного раунду (шлях нечемпіонів)                               |
| Раунд плей-оф (14 команд)                | Шлях чемпіонів (10 команд)               | - 4 чемпіони з асоціацій 11–14 | - 6 переможців третього кваліфікаційного раунду (шлях чемпіонів)                               |
| Раунд плей-оф (14 команд)                | Шлях нечемпіонів (4 команди)             | | - 4 переможці третього кваліфікаційного раунду (шлях нечемпіонів)                              |
| Етап ліги (36 команд)                    | Етап ліги (36 команд)                    | - Переможець Ліги Європи УЄФА - додаткова путівка для кожної з двох асоціацій (Англія та Іспанія), що здобули найвищі коефіцієнти в попередньому сезоні - 10 чемпіонів з асоціацій 1–10 - 6 клубів, що посіли другі місця в чемпіонатах асоціацій 1–6 - 5 клубів, що посіли треті місця в чемпіонатах асоціацій 1–5 - 4 клуби, що посіли четверті місця в чемпіонатах асоціацій 1–4 - 1 чемпіон з асоціації 15 (як клуб із найбільшим клубним коефіціентом, який початково кваліфікувався в другий кваліфікаційний раунд) | - 5 переможців раунду плей-оф (шлях чемпіонів) - 2 переможці раунду плей-оф (шлях нечемпіонів) |
| Стикові матчі (16 команд)                | Стикові матчі (16 команд)                | | - 16 команд, які посіли 9-24 місця в етапі ліги                                                |
| 1/8 фіналу (16 команд)                   | 1/8 фіналу (16 команд)                   | | - 8 команд, які посіли 1-8 місця в етапі ліги - 8 переможців стикових матчів                   |

У зв'язку з виключенням клубів із Росії, відбулися такі зміни:
- Чемпіони з асоціацій 23 (Кіпр) та 24 (Угорщина) потрапляють до другого кваліфікаційного раунду шляху чемпіонів замість першого кваліфікаційного раунду.

Переможець попереднього сезону Ліги чемпіонів (Парі Сен-Жермен) кваліфікувався до Ліги чемпіонів через національний чемпіонат, тому відбулися такі зміни:
- Олімпіакос (як клуб із найбільшим клубним коефіцієнтом, який кваліфікувався в будь-який з кваліфікаційних раундів або раунд плей-оф шляху чемпіонів) потрапляє до етапу ліги замість другого кваліфікаційного раунду.
- Слован та Карабах (як клуби із найбільшим клубним коефіцієнтом, які кваліфікувалися в перший кваліфікаційний раунд) потрапляють до другого кваліфікаційного раунду замість першого кваліфікаційного раунду.

### Команди
Примітки в дужках пояснюють, як команда потрапила у свій початковий етап:
- ЛЧ: переможець попереднього розіграшу Ліги чемпіонів УЄФА
- ЛЄ: переможець попереднього розіграшу Ліги Європи УЄФА
- ДМ: додаткові місця для асоціацій, які посіли перші дві позиції у рейтингу коефіцієнтів асоціацій за сезон 2024-2025
- 1-е, 2-е, 3-є тощо: місце в попередньому сезоні національного чемпіонату

Другий, третій кваліфікаційні раунди та раунд плей-оф розділяється на шлях чемпіонів (ШЧ) та шлях нечемпіонів (ШН).
| Етап ліги                    | Етап ліги         | Парі Сен-Жермен (1-е)ЛЧ | Тоттенгем Готспур (ЛЄ)    | Ліверпуль (1-е)            | Арсенал (2-е)             |  |  |  |
| Етап ліги                    | Етап ліги         | Манчестер Сіті (3-є)    | Челсі (4-е)               | Ньюкасл Юнайтед (5-е)ДМ    | Наполі (1-е)              |  |  |  |
| Етап ліги                    | Етап ліги         | Інтер (2-е)             | Аталанта (3-є)            | Ювентус (4-е)              | Барселона (1-е)           |  |  |  |
| Етап ліги                    | Етап ліги         | Реал Мадрид (2-е)       | Атлетіко (Мадрид) (3-є)   | Атлетік (4-е)              | Вільярреал (5-е)ДМ        |  |  |  |
| Етап ліги                    | Етап ліги         | Баварія (1-е)           | Баєр 04 (2-е)             | Айнтрахт (Франкфурт) (3-є) | Боруссія (Дортмунд) (4-е) |  |  |  |
| Етап ліги                    | Етап ліги         | Марсель (2-е)           | Монако (3-є)              | ПСВ (1-е)                  | Аякс (2-е)                |  |  |  |
| Етап ліги                    | Етап ліги         | Спортінг (1-е)          | Юніон Сент-Жилуаз (1-е)   | Галатасарай (1-е)          | Славія (1-е)              |  |  |  |
| Етап ліги                    | Етап ліги         | Олімпіакос (1-е)        |                           |                            |                           |  |  |  |
|                              |                   |                         |                           |                            |                           |  |  |  |
| Раунд плей-оф                | ШЧ                | Селтік (1-е)            | Базель (1-е)              | Штурм (1-е)                | Буде-Глімт (1-е)          |  |  |  |
|                              |                   |                         |                           |                            |                           |  |  |  |
| Третій кваліфікаційний раунд | ШН                | Ніцца (4-е)             | Феєнорд (3-є)             | Бенфіка (2-е)              | Брюгге (2-е)              |  |  |  |
| Третій кваліфікаційний раунд | ШН                | Фенербахче (2-е)        |                           |                            |                           |  |  |  |
|                              |                   |                         |                           |                            |                           |  |  |  |
| Другий кваліфікаційний раунд | ШЧ                | Копенгаген (1-е)        | Маккабі (Тель-Авів) (1-е) | Динамо (1-е)               | Црвена Звезда (1-е)       |  |  |  |
| Другий кваліфікаційний раунд | ШЧ                | Рієка (1-е)             | Лех (1-е)                 | Пафос (1-е)                | Ференцварош (1-е)         |  |  |  |
| Другий кваліфікаційний раунд | ШЧ                | Карабах (1-е)           | Слован (1-е)              |                            |                           |  |  |  |
| Другий кваліфікаційний раунд | ШН                | Вікторія (2-е)          | Рейнджерс (2-е)           | Серветт (2-е)              | Ред Булл (2-е)            |  |  |  |
| Другий кваліфікаційний раунд | ШН                | Бранн (2-е)             | Панатінаїкос (2-е)        |                            |                           |  |  |  |
|                              |                   |                         |                           |                            |                           |  |  |  |
| Перший кваліфікаційний раунд |                   |                         |                           |                            |                           |  |  |  |
| ШЧ                           | Мальме (1-е)      | ФКСБ (1-е)              | Лудогорець (1-е)          | Олімпія (1-е)              |                           |  |  |  |
| ШЧ                           | Мілсамі (1-е)     | Дріта (1-е)             | Кайрат (1-е)              | КуПС (1-е)                 |                           |  |  |  |
| ШЧ                           | Шелбурн (1-е)     | Ноах (1-е)              | РФШ (1-е)                 | Вікінгур (1-е)             |                           |  |  |  |
| ШЧ                           | Зрінськи (1-е)    | Брєйдаблік (1-е)        | Лінфілд (1-е)             | Дифферданж 03 (1-е)        |                           |  |  |  |
| ШЧ                           | Жальгіріс (1-е)   | Хамрун Спартанс (1-е)   | Іберія 1999 (1-е)         | Егнатія (1-е)              |                           |  |  |  |
| ШЧ                           | ФКІ Левадія (1-е) | Динамо (Мінськ) (1-е)   | Шкендія (1-е)             | Інтер (1-е)                |                           |  |  |  |
| ШЧ                           | Нью-Сейнтс (1-е)  | Будучност (1-е)         | Лінкольн Ред Імпс (1-е)   | Віртус (1-е)               |                           |  |  |  |

## Розклад матчів і жеребкувань
| Етап         | Раунд                        | Дата жеребкування | Перші матчі                             | Матчі-відповіді                         |
| ------------ | ---------------------------- | ----------------- | --------------------------------------- | --------------------------------------- |
| Кваліфікація | Перший кваліфікаційний раунд | 17 червня 2025    | 8–9 липня 2025                          | 15–16 липня 2025                        |
| Кваліфікація | Другий кваліфікаційний раунд | 18 червня 2025    | 22–23 липня 2025                        | 29–30 липня 2025                        |
| Кваліфікація | Третій кваліфікаційний раунд | 21 липня 2025     | 5–6 серпня 2025                         | 12–13 серпня 2025                       |
| Плей-оф      | Раунд плей-оф                | 4 серпня 2025     | 19–20 серпня 2025                       | 26–27 серпня 2025                       |
| Етап ліги    | Тур 1                        | 28 серпня 2025    | 16–18 вересня 2025                      | 16–18 вересня 2025                      |
| Етап ліги    | Тур 2                        | 28 серпня 2025    | 30 вересня – 1 жовтня 2025              | 30 вересня – 1 жовтня 2025              |
| Етап ліги    | Тур 3                        | 28 серпня 2025    | 21–22 жовтня 2025                       | 21–22 жовтня 2025                       |
| Етап ліги    | Тур 4                        | 28 серпня 2025    | 4–5 листопада 2025                      | 4–5 листопада 2025                      |
| Етап ліги    | Тур 5                        | 28 серпня 2025    | 25–26 листопада 2025                    | 25–26 листопада 2025                    |
| Етап ліги    | Тур 6                        | 28 серпня 2025    | 9–10 грудня 2025                        | 9–10 грудня 2025                        |
| Етап ліги    | Тур 7                        | 28 серпня 2025    | 20–21 січня 2026                        | 20–21 січня 2026                        |
| Етап ліги    | Тур 8                        | 28 серпня 2025    | 28 січня 2026                           | 28 січня 2026                           |
| Плей-оф      | Стикові матчі                | 30 січня 2026     | 17–18 лютого 2026                       | 24–25 лютого 2026                       |
| Плей-оф      | 1/8 фіналу                   | 27 лютого 2026    | 10–11 березня 2026                      | 17–18 березня 2026                      |
| Плей-оф      | 1/4 фіналу                   | 27 лютого 2026    | 7–8 квітня 2026                         | 14–15 квітня 2026                       |
| Плей-оф      | 1/2 фіналу                   | 27 лютого 2026    | 28–29 квітня 2026                       | 5–6 травня 2026                         |
| Плей-оф      | Фінал                        | 27 лютого 2026    | 30 травня 2026 (Пушкаш-Арена, Будапешт) | 30 травня 2026 (Пушкаш-Арена, Будапешт) |

## Кваліфікація

### Перший кваліфікаційний раунд
Жеребкування відбулося 17 червня 2025 року. Перші матчі відбулися 8–9 липня, а матчі-відповіді — 15–16 липня 2024 року.
| Команда 1   | Заг. Tooltip Aggregate score | Команда 2         | 1-й матч | 2-й матч |
| ----------- | ---------------------------- | ----------------- | -------- | -------- |
| Жальгіріс   | 2:2 (пен. 10:11)             | Хамрун Спартанс   | 2:0      | 0:2      |
| КуПС        | 1:0                          | Мілсамі           | 1:0      | 0:0      |
| Нью-Сейнтс  | 1:2                          | Шкендія           | 0:0      | 1:2 (дч) |
| Іберія 1999 | 2:6                          | Мальме            | 1:3      | 1:3      |
| ФКІ Левадія | 0:2                          | РФШ               | 0:1      | 0:1      |
| Дріта       | 4:2                          | Дифферданж 03     | 1:0      | 3:2      |
| Вікінгур    | 2:4                          | Лінкольн Ред Імпс | 2:3      | 0:1      |
| Егнатія     | 1:5                          | Брєйдаблік        | 1:0      | 0:5      |
| Шелбурн     | 2:1                          | Лінфілд           | 1:0      | 1:1      |
| ФКСБ        | 4:3                          | Інтер             | 3:1      | 1:2      |
| Віртус      | 1:4                          | Зрінськи          | 0:2      | 1:2      |
| Олімпія     | 1:3                          | Кайрат            | 1:1      | 0:2      |
| Ноах        | 3:2                          | Будучност         | 1:0      | 2:2      |
| Лудогорець  | 3:2                          | Динамо (Мінськ)   | 1:0      | 2:2 (дч) |

### Другий кваліфікаційний раунд
Жеребкування відбулося 18 червня 2025 року. Перші матчі відбулися 22–23 липня, а матчі-відповіді — 29–30 липня 2025 року.
| Команда 1         | Заг. Tooltip Aggregate score | Команда 2           | 1-й матч | 2-й матч |
| ----------------- | ---------------------------- | ------------------- | -------- | -------- |
| РФШ               | 1:5                          | Мальме              | 1:4      | 0:1      |
| Хамрун Спартанс   | 0:6                          | Динамо              | 0:3      | 0:3      |
| Пафос             | 2:1                          | Маккабі (Тель-Авів) | 1:1      | 1:0      |
| Лінкольн Ред Імпс | 1:6                          | Црвена Звезда       | 0:1      | 1:5      |
| Ноах              | 4:6                          | Ференцварош         | 1:2      | 3:4      |
| Лех               | 8:1                          | Брєйдаблік          | 7:1      | 1:0      |
| Копенгаген        | 3:0                          | Дріта               | 2:0      | 1:0      |
| Рієка             | 1:3                          | Лудогорець          | 0:0      | 1:3 (дч) |
| Шкендія           | 3:1                          | ФКСБ                | 1:0      | 2:1      |
| Слован            | 6:2                          | Зрінськи            | 4:0      | 2:2      |
| Шелбурн           | 0:4                          | Карабах             | 0:3      | 0:1      |
| КуПС              | 2:3                          | Кайрат              | 2:0      | 0:3      |

| Команда 1 | Заг. Tooltip Aggregate score | Команда 2    | 1-й матч | 2-й матч |
| --------- | ---------------------------- | ------------ | -------- | -------- |
| Бранн     | 2:5                          | Ред Булл     | 1:4      | 1:1      |
| Вікторія  | 3:2                          | Серветт      | 0:1      | 3:1      |
| Рейнджерс | 3:1                          | Панатінаїкос | 2:0      | 1:1      |

### Третій кваліфікаційний раунд
Жеребкування відбулося 21 липня 2025 року. Перші матчі відбулися 5–6 серпня, а матчі-відповіді — 12 серпня 2025 року.
| Команда 1  | Заг. Tooltip Aggregate score | Команда 2     | 1-й матч | 2-й матч |
| ---------- | ---------------------------- | ------------- | -------- | -------- |
| Мальме     | 0:5                          | Копенгаген    | 0:0      | 0:5      |
| Кайрат     | 1:1 (пен. 4:3)               | Слован        | 1:0      | 0:1      |
| Лех        | 2:4                          | Црвена Звезда | 1:3      | 1:1      |
| Лудогорець | 0:3                          | Ференцварош   | 0:0      | 0:3      |
| Динамо     | 0:3                          | Пафос         | 0:1      | 0:2      |
| Шкендія    | 1:6                          | Карабах       | 0:1      | 1:5      |

| Команда 1 | Заг. Tooltip Aggregate score | Команда 2  | 1-й матч | 2-й матч |
| --------- | ---------------------------- | ---------- | -------- | -------- |
| Ред Булл  | 2:4                          | Брюгге     | 0:1      | 2:3      |
| Рейнджерс | 4:2                          | Вікторія   | 3:0      | 1:2      |
| Ніцца     | 0:4                          | Бенфіка    | 0:2      | 0:2      |
| Феєнорд   | 4:6                          | Фенербахче | 2:1      | 2:5      |

### Раунд плей-оф
Жеребкування відбулося 4 серпня 2025 року. Перші матчі відбулися 19–20 серпня, а матчі-відповіді — 26–27 серпня 2025 року.
| Команда 1     | Заг. Tooltip Aggregate score | Команда 2  | 1-й матч | 2-й матч |
| ------------- | ---------------------------- | ---------- | -------- | -------- |
| Ференцварош   | 1                            | Карабах    | 1:3      | :        |
| Црвена Звезда | 2                            | Пафос      | 1:2      | :        |
| Буде-Глімт    | 3                            | Штурм      | :        | :        |
| Селтік        | 4                            | Кайрат     | :        | :        |
| Базель        | 5                            | Копенгаген | :        | :        |

| Команда 1  | Заг. Tooltip Aggregate score | Команда 2 | 1-й матч | 2-й матч |
| ---------- | ---------------------------- | --------- | -------- | -------- |
| Фенербахче | 1                            | Бенфіка   | :        | :        |
| Рейнджерс  | 2                            | Брюгге    | 1:3      | :        |